# Jabłonowo (rejon koroczański)
Jabłonowo (ros. Яблоново) – wieś (ros. село, trb. sieło) w Rosji, w obwodzie biełgorodzkim, w rejonie koroczańskim. Centrum administracyjne osiedla wiejskiego Jabłonowskoje.

## Geografia
Miejscowość jest położona na południowy wschód od miasta Korocza, w centralnej części obwodu biełgorodzkiego.

## Demografia
W 2010 roku wieś zamieszkiwało 1711 osób.

## Historia
W styczniu 2024 r. w regionie doszło do katastrofy Ił-76 podczas inwazji rosyjskiej na Ukrainę.